# Банкок
Банкок (на тайски: บางกอก) е столицата и най-големият град на Тайланд. Разположен е при устието на река Чао Прая в Тайландския залив. Населението му е около 9,1 млн. души, а на урбанизираната зона около него – около 12 млн. души (2008). Банкок е също и една от 76-те провинции на Тайланд.
Градът възниква на мястото на по-ранно селище, което в края на 18 век става столица на Сиам. През следващите два века се превръща в основния политически и стопански център на Тайланд. В периода на бързо икономическо развитие на Югоизточна Азия в края на 20 век, в Банкок се установяват регионалните централи на много големи компании. През 2009 г. е оценяван като вторият най-скъп град в Югоизточна Азия след Сингапур.
Столичният окръг и пет от съседните провинции (Нонтабури, Самутпракан, Патумтхани, Самутсакхон и Наконпатом) образуват агломерацията Голям Бангок.

## Име
Официалното название на града е Крун Теп Маханакон Амон Ратанакосин Махинтара Ютая Махадилок Поп Ноппарат Ратчатани Буриром Удомратчанивет Махасатан Амон Пиман Аватан Сатит Сакататия Витсанукам Прасит (на тайски: กรุงเทพมหานคร อมรรัตนโกสินทร์ มหินทรายุทธยา มหาดิลกภพ นพรัตนราชธานีบุรีรมย์ อุดมราชนิเวศน์มหาสถาน อมรพิมานอวตารสถิต สักกะทัตติยะวิษณุกรรมประสิทธิ์) и се смята за едно от най-дългите в света, като заема първото място Книгата с рекорди на Гинес.
Това наименование използва два древни индийски езика, пали и санскрит, като само началната дума „Крун“, означаваща „столица“ е на тайски език. На санскрит името звучи като Крун-девамаханагара амараратанакосиндра махиндраюндхия махатилакабхава наваратанараджадхани пурирамя утамараджанивесана махастхана амаравимана аватарастхитя шакрасдатия вишнукармапрасидхи и в превод означава „Градът на ангелите, великият град, вечният град – скъпоценен камък, непревземаемият град на Бог Индра, великата столица на света, надарена с девет скъпоценни камъка, щастливият град, богат, с огромен царски дворец, който напомня небесното жилище, където царува превъплътеният бог, град, даден от Индра и построен от Вишнукарма“.
Според етимологията на краткото име на града Банкок „Бан“ е централнотайското название на град, разположен на брега на река. Предполага се, че втората част на името идва или от „кок“, дървото испанска тропическа слива (Spondias mombin), или от „кох“ – остров.

## История
Банкок възниква преди образуването на царството Аютая в средата на 14 век като малък търговски център с пристанище на западния бряг на река Чао Прая. След разгрома на Аютая от бирманците през 1767 г. самообявилият се за независим владетел Таксин установява столицата си при тогавашния Банкок, който започва да се нарича Тонбури. След смъртта на Таксин през 1782 г. новият крал Рама I построява наново столицата на източния бряг на реката, като ѝ дава използваното и днес официално име.
През следващите десетилетия Банкок претърпява непрекъснати реконструкции и обновявания на съществуващите храмове, дворци и паметници, тъй като за задължение на кралете се смятат постоянните грижи за поддържането на будистката религия. През първата половина на 19 век постепенно се увеличава броят на чужденците в града, главно мисионери и търговци от Европа и Северна Америка. През втората половина на века владетелите полагат усилия за модернизация на страната и столицата. През 1860-те години са изградени първите павирани улици, а малко по-късно и първият трамвай и железопътна линия към северните подстъпи към града.
В началото на 20 век селските покрайнини на Банкок започват да се превръщат в жилищни квартали. През 1932 г. е завършен мостът Пра Пута Йодфа, който пресича река Чао Прая и свързва двете части на града, давайки тласък на икономическия растеж и модернизацията на инфраструктурата. По време на Виетнамската война (1955 – 1975) Тайланд е ключов съюзник на Съединените щати и в страната навлизат значителни чужди инвестиции, като са подобрени пътищата и столичното летище Дон Муан. От 1960-те години бързото нарастване на населението, затрудненията в транспорта и замърсяването се превръщат в съществен проблем за града.

## Административно деление
Банкок и Патая са двете особени административни единици в Тайланд, в които губернаторът се избира, за разлика от 75-те провинции. На изборите през 2009 г. за губернатор е избран Сукумбанд Парибатра. Освен губернатора и Банкокската столична администрация, има и Банкокски столичен съвет, който утвърждава общинските наредби и бюджета на града.
Банкок се подразделя на 50 района, които от своя страна се делят на 169 по-малки единици. Всеки район се ръководи от районен началник, назначен от губернатора. Районните съвети, избирани с 4-годишен мандат, имат съвещателни функции.
Урбанизираният район около Банкок се разпростира извън границите на специалния административен окръг, създаден през 1971 г. със сливането на дотогавашните провинции Пра Наком и Тонбури, и навлиза в съседните провинции Нонтабури, Самут Пракан, Патум Тани, Наком Патом и Самут Сакон.
| №  | Район                                             | Площ, km² | Население, души | №  | Район                                   | Площ, km² | Население, души |
| -- | ------------------------------------------------- | --------- | --------------- | -- | --------------------------------------- | --------- | --------------- |
| 1  | Пхранакхон (Phra Nakhon District)                 | 5,5       | 92 636          | 26 | Динденг (Din Daeng District)            | 8,4       | 186 319         |
| 2  | Дусит (Dusit District)                            | 10,7      | 175 658         | 27 | Буенгкум (Bueng Kum District)           | 24,3      | 138 340         |
| 3  | Нонгчок (Nong Chok District)                      | 236,3     | 117 385         | 28 | Сатхон (Sathon District)                | 9,3       | 107 159         |
| 4  | Банграк (Bang Rak District)                       | 5,5       | 60 485          | 29 | Бангсуэ (Bang Sue District)             | 11,5      | 180 598         |
| 5  | Бангкхен (Bang Khen District)                     | 42,1      | 177 062         | 30 | Чатучак (Chatuchak District)            | 32,9      | 176 501         |
| 6  | Бангкапи (Bang Kapi District)                     | 28,5      | 147 694         | 31 | Бангкхолем (Bang Kho Laem District)     | 10,9      | 106 499         |
| 7  | Патхумван (Pathum Wan District)                   | 8,4       | 97 533          | 32 | Правеет (Prawet District)               | 52,5      | 134 189         |
| 8  | Помпрапсаттрупхай (Pom Prap Sattru Phai District) | 1,9       | 72 040          | 33 | Кхлонгтей (Khlong Toei District)        | 13,0      | 159 527         |
| 9  | Пхракханонг (Phra Khanong District)               | 14,0      | 98 957          | 34 | Суанлуанг (Suan Luang District)         | 23,7      | 114 940         |
| 10 | Минбури (Min Buri District)                       | 63,7      | 115 212         | 35 | Чомтхонг (Chom Thong District)          | 26,3      | 167 794         |
| 11 | Латкрабанг (Lat Krabang District)                 | 123,9     | 141 789         | 36 | Донмуенг (Don Mueang District)          | 36,8      | 157 989         |
| 12 | Яннава (Yan Nawa District)                        | 16,7      | 88 986          | 37 | Ратчатхеви (Ratchathewi District)       | 7,1       | 101 892         |
| 13 | Сампхантхавонг (Samphanthawong District)          | 1,4       | 35 547          | 38 | Латпхрао (Lat Phrao District)           | 21,5      | 119 838         |
| 14 | Пхаятхай (Phaya Thai District)                    | 9,6       | 90 557          | 39 | Ваттхана (Watthana District)            | 12,6      | 82 582          |
| 15 | Тхонбури (Thon Buri District)                     | 8,6       | 175 768         | 40 | Бангкхе (Bang Khae District)            | 44,5      | 186 744         |
| 16 | Бангкок Яй (Bangkok Yai District)                 | 6,2       | 85 075          | 41 | Лакси (Lak Si District)                 | 22,8      | 117 163         |
| 17 | Хуайкхванг (Huai Khwang District)                 | 15,0      | 90 185          | 42 | Саймай (Sai Mai District)               | 44,6      | 161 749         |
| 18 | Кхлонгсан (Khlong San District)                   | 6,1       | 108426          | 43 | Кханнаяо (Khan Na Yao District)         | 16,7      | 88 986          |
| 19 | Талингчан (Taling Chan District)                  | 29,5      | 105 202         | 44 | Сапхансунг (Saphan Sung District)       | 28,1      | 81 784          |
| 20 | Бангкок Ной (Bangkok Noi District)                | 11,9      | 152 867         | 45 | Вангтхонгланг (Wang Thonglang District) | 23,7      | 114 940         |
| 21 | Бангкхунтхиан (Bang Khun Thian District)          | 120,7     | 127 697         | 46 | Кхлонгсамва (Khlong Sam Wa District)    | 110,7     | 124 476         |
| 22 | Пхасичарен (Phasi Charoen District)               | 17,8      | 137 473         | 47 | Бангна (Bang Na District)               | 18,8      | 101 737         |
| 23 | Нонгкхем (Nong Khaem District)                    | 35,8      | 125 545         | 48 | Тхавиваттхана (Thawi Watthana District) | 50,2      | 61 177          |
| 24 | Ратбурана (Rat Burana District)                   | 15,8      | 95 041          | 49 | Тхунгкхру (Thung Khru District)         | 30,7      | 104 827         |
| 25 | Бангпхлат (Bang Phlat District)                   | 11,4      | 116 271         | 50 | Бангбон (Bang Bon District)             | 34,8      | 93 225          |

## Побратимени градове
- Анкара, Турция от 2006 г.
- Берлин, Германия от 2006 г.
- Бризбейн, Австралия от 2007 г.
- Будапеща, Унгария от 2007 г.
- Буенос Айрес, Аржентина от 2006 г.
- Вашингтон, САЩ от 1962 г.
- Гуанджоу, Китай
- Истанбул, Турция от 2009 г.
- Кейптаун, ЮАР от 2007 г.
- Ливърпул, Англия от 2007 г.
- Мадрид, Испания от 2010 г.
- Манила, Филипини от 1997 г.
- Милано, Италия от 2007 г.
- Москва, Русия от 1997 г.
- Ню Йорк, САЩ от 2006 г.
- Пекин, Китай от 1993 г.
- Пърт, Австралия от 2007 г.
- Рагунда, Швеция
- Рияд, Саудитска Арабия от 2010 г.
- Санкт Петербург, Русия от 1997 г.
- Стьоердал, Норвегия от 2009 г.
- Сеул, Южна Корея от 2006 г.
- Сидни, Австралия от 2007 г.
- Токио, Япония от 2007 г.
- Улан Батор, Монголия от 2006 г.
- Ханой, Виетнам от 2006 г.
- Чаочжоу, Китай от 2005 г.

## Климат
Климатът на Банкок е субекваториален. Топло е през цялата година, като няма сезонни колебания на температурата. Има влажен сезон (май-октомври) и сух (средата на ноември – края на април). Зимните валежи са относително редки, през септември нормата на валежите е до 350 mm.
| Климатични данни за Банкок, Тайланд   | Климатични данни за Банкок, Тайланд | Климатични данни за Банкок, Тайланд | Климатични данни за Банкок, Тайланд | Климатични данни за Банкок, Тайланд | Климатични данни за Банкок, Тайланд | Климатични данни за Банкок, Тайланд | Климатични данни за Банкок, Тайланд | Климатични данни за Банкок, Тайланд | Климатични данни за Банкок, Тайланд | Климатични данни за Банкок, Тайланд | Климатични данни за Банкок, Тайланд | Климатични данни за Банкок, Тайланд | Климатични данни за Банкок, Тайланд |
| Месеци                                | яну.                                | фев.                                | март                                | апр.                                | май                                 | юни                                 | юли                                 | авг.                                | сеп.                                | окт.                                | ное.                                | дек.                                | Годишно                             |
| Абсолютни максимални температури (°C) | 37,6                                | 38,8                                | 40,0                                | 40,2                                | 39,7                                | 38,3                                | 37,9                                | 38,5                                | 37,2                                | 37,9                                | 38,8                                | 37,1                                | 40,2                                |
| Средни максимални температури (°C)    | 32,4                                | 33,3                                | 34,3                                | 35,4                                | 34,4                                | 33,6                                | 33,2                                | 32,9                                | 32,8                                | 32,6                                | 32,4                                | 31,7                                | 33,3                                |
| Средни температури (°C)               | 27,1                                | 28,4                                | 29,6                                | 30,6                                | 30,0                                | 29,6                                | 29,1                                | 28,9                                | 28,4                                | 28,2                                | 27,8                                | 26,6                                | 28,7                                |
| Средни минимални температури (°C)     | 23,1                                | 24,7                                | 26,0                                | 27,0                                | 26,6                                | 26,4                                | 26,0                                | 25,9                                | 25,5                                | 25,2                                | 24,3                                | 22,5                                | 25,3                                |
| Абсолютни минимални температури (°C)  | 10,0                                | 14,0                                | 15,7                                | 20,0                                | 21,1                                | 21,1                                | 21,8                                | 21,1                                | 20,0                                | 18,3                                | 15,0                                | 10,5                                | 10,0                                |
| Средни месечни валежи (mm)            | 12                                  | 18                                  | 39                                  | 85                                  | 209                                 | 140                                 | 149                                 | 203                                 | 293                                 | 269                                 | 54                                  | 7                                   | 1477                                |
| ------------------------------------- | ----------------------------------- | ----------------------------------- | ----------------------------------- | ----------------------------------- | ----------------------------------- | ----------------------------------- | ----------------------------------- | ----------------------------------- | ----------------------------------- | ----------------------------------- | ----------------------------------- | ----------------------------------- | ----------------------------------- |
| Източник: Погода и Климат             |                                     |                                     |                                     |                                     |                                     |                                     |                                     |                                     |                                     |                                     |                                     |                                     |                                     |

## Население
Град Банкок има население от 8 280 925 души от преброяването през 2010 г., или 12.6 процента от населението на страната. Въпреки това, има само 5 692 284 регистрирани жители, принадлежащи към 2 672 423 домакинства.
| Население на Банкок | Население на Банкок | Население на Банкок | Население на Банкок | Население на Банкок | Население на Банкок | Население на Банкок | Население на Банкок | Население на Банкок | Население на Банкок | Население на Банкок |
| ------------------- | ------------------- | ------------------- | ------------------- | ------------------- | ------------------- | ------------------- | ------------------- | ------------------- | ------------------- | ------------------- |
| Година              | 1919                | 1929                | 1937                | 1947                | 1960                | 1970                | 1980                | 1990                | 2000                | 2010                |
| Население*          | 437 294             | 713 384             | 890 453             | 1 178 881           | 2 136 435           | 3 077 361           | 4 697 071           | 5 882 411           | 6 355 144           | 8 280 925           |
| Постоянен адрес     |                     |                     |                     |                     |                     |                     |                     |                     |                     | 5 692 284           |

## Икономика
Банкок е икономически център на Тайланд и важно пристанище (поради разположението си на река Чао Прая). Фондовата борса на Тайланд също се намира в Банкок. Основните източници на приходи са износа на ориз и риба, производството на електронни компоненти, автомобилостроенето, нефтопреработването, корабостроенето. Въпреки широко разпространеното схващане, че голяма част от доходите на Тайланд като цяло, и по-специално на столицата, идват от туризма, неговият дял е само около три до четири процента. Градът също така е известен и с бижутерията си и възможността да се купуват и продават изделия от сребро и бронз.
В града се намира основан през 1960 година завод за автомобили на „Мерцедес-Бенц“.

## Туризъм
Разположеният на река Чао Прая остров се нарича Ратанакосин, което на тайландски означава „висша драгоценност“. Той е заобиколен от канали, кули и стени, построени в миналото за отбрана на столицата. В днешни времена има дворци на краля и вицекраля, кралски манастири, министерства. Това е най-тихият и спокоен район на столицата.
Историческият център на Банкок е изпълнен с манастири, един от тях е манастира Ват Пхо. Той е наричан още Храма на полегналия Буда, и е известен най-вече заради образа на Буда, намиращ се в очакване на постигането на нирвана, най-голямото негово изображение в такава поза (статуята достига 46 m дължина и 15 m височина).
В близост до храма е разположена украсена с китайска мозайка библиотека, която съдържа древни ръкописи. До него е и манастира Ват Пхра Кео (Храмът на изумрудения Буда), който се счита за най-святото място в Тайланд и един от най-красивите храмове. Той изобилства от китайска керамика, орнаменти от бронз и желязо, цветни витражи, стенописи, статуи. Тук е и разположен и кралският Пантеон, в който в естествена големина се издигнат статуите на осемте предишни крале от династията Чакри. Входът на храма се охранява от 6-метрови ракшаси – демони от будистките легенди, въоръжени с пики и боядисани в различни цветове. Също така в храма могат да се видят статуи на гигантски змии и птици. Вдясно от този манастир е Дусит Маха Прасат (Небесния дворец), построен в тайски стил. Тук обикновено се провеждат тържествена и официална церемонии, приемат се важни гости.
В храма на Ват Ратчанада е единствената в Банкок желязна сграда на будистката архитектура.
Много туристи посещават малките ресторанти в хотелите, където се наблюдава чистота (за разлика от многобройните заведения за хранене), предлага се качество. Но освен ресторантите в хотелите, в Банкок има много други, предлагащи тайски, индийски, китайски и японски ястия. Най-известните и популярни сред европейците са Seafood Restaurant – където пред очите на посетителите се приготвят ястия с морски дарове, Royal Kitchen, Grand Shangarila Restaurant и Tandoor – работещ под открито небе.
В Банкок има голям китайски пазар, който се нарича „Чайна-таун“. Банкокският планетариум побира едновременно 450 души. Понеже късно вечер е много шумно и има много хора по улиците, хората там казват „Бангкок никога не спи“, което наистина е вярно.

### Музеи
- Банкокски планетариум
- Банкокски художествен и културен център
- Музей на Тайландската банка

## Образование
В Банкок има редица висши учебни заведения, в това число Чулалонгкорския кралски университет, университета „Махидон“, Stamford International University, академичния център на университета Уебстър, Asian University, Банкокския университет, университетите „Касетсарт“, „Тхамасат“, „Дхуракитбандит“, „Касем Бандит“, технологичните институти на университета „Крал Мангкут Ламкрабанг“ – в Северен Банкок, в Тонбури, технологичния университет „Маханакорн“, университетите „Сиама“, „Силпакорн“, „Сринакхаринвирот“, „Срипатхум“, „Сейнт Джоунс“ и „Рамкхамхенг“.

## Градски транспорт
Наличието на голяма река в града, както и на заблатената и наводнена местност, в която се намира Банкок, довеждат до широкото използване на воден транспорт – както за връзка с районите извън града, така и като градски транспорт. Сложната система от канали („клонги“), изкопани благодарение на един от тайландските крале в средата на 19 век, дава на града още едно име – „Венеция на Изтока“. По това време лодките са единственото средство за придвижване из града. Понастоящем повечето от каналите са засипани и представляват улици с обичайното улично автомобилно движение. Въпреки това все още съществуват значителен брой канали, по чиито брегове все още има пазари и живеят хора. Градският воден транспорт включва няколко водни маршрути на речни трамваи, с маршрути по река Чаопрая, и редица фериботи, свързващи бреговете ѝ. По реката също така са развити и превозите с таксита, имащи както транспортна, така и туристическа стойност, извършвани предимно с типичните за Тайланд „дългоопашати“ лодки – тесни дървени моторни лодки с дизелов, обикновено автомобилен двигател, и витло, намиращо на края на дългия ствол – „опашката“.
По каналите на източния бряг на река Чаопрая има маршрути за бързи моторници с голям капацитет. Ниската цена на пътуването (10 – 15 бата), малките интервали на движение (около 5 минути) и избягването на задръстванията, прави т.н. „експрес-бот“ привлекателна алтернатива на сухопътния транспорт.
Наземният градски транспорт се състои предимно от автобуси. Има няколко категории автобуси с различна цена на пробега: редовни; комфортни с климатик; „минибуси“ и „микробуси“, които обслужват маршрути с малък пътнически трафик. Мрежата от маршрути (над 400) е достатъчно гъста, а интервалите на движение по основните направления са около 10 – 15 минути. Отделно също трябва да се спомене системата за експресни автобуси, свързващи летището на града с всички основни райони на Банкок. Основният оператор на автобусния транспорт в града е държавната компания Bangkok Mass Transit Authority (BMTA).
В града има огромно количество таксита (най-вече нови, климатизирани „седани“). Цените са сред най-ниските в света (средната цена на обиколка из града е в размер на по-малко от 100 бата). Разпространени са и моторикшите (тук-туки) и мототакситата.
Улиците на града са силно натоварени – за противодействие на задръстванията са построени доста голям брой високоскоростни надземни пътища и частично е завършен околовръстния път около Голям Банкок. Тези линии (express way) обикновено са платени.
През 1999 г. са открити две линии на естакадния метрополитен Скайтрейн (официално име BTS). Подвижният състав, оборудването и депото са доставени от концерна „Siemens AG“ и в техническо отношение са подобни на създадената преди това във Ванкувър Скайтрейн система. Линията „Сукхумвит“ е с дължина 16,8 km, времето за пътуване – 27 минути; докато линията „Силом“ е с дължина 6,3 km, с време за пътуване 12 минути. „Сиам“ е станция за прекачване на две нива, с прехвърляне през платформата. Депото на станция „Мо Чит“ е общо за двете линии. Подвижният състав се състои от 35 три вагонни влака с дължина 65 m. Движението на влаковете е автоматично. Цената зависи от дължината на пътуването и варира от 15 до 40 бата. Има и целодневни билети от 120 бата. Може също така да се купят билети за определен брой пътувания.
На 3 юли 2004 г., в присъствието на краля на Тайланд и други високопоставени държавни служители, е открита първата подземна линия на метрото (официално име MRT), която преминава през източната част на града и свързва северната жп станция „Банг Су“ с разположената в близост до центъра на Банкок железопътна гара „Хуа Лам Пхонг“. Линията е с дължина 21 km и има 18 спирки. Както и при BTS, подвижния състав, оборудването и депото са доставени от концерна „Сименс“, на цена 2,75 млрд. долара. Подвижният състав, подобен на този на BTS се състои от 19 влака с три вагона. Цената на билета зависи от дължината на пътуването и варира от 14 до 36 тайландски бата.
MRT и BTS са собственост на различни частни компании и нямат обща тарифа и директни трансфери. Прекачванията се извършват на близко разположените спирки на двете системи: „Чатучак парк“ – „Мо Чит“, „Сукхумвит“ – „Асок“ и „Силом“ – „Сала Денг“.
През 2010 г. влиза в действие нова високоскоростна надземна железопътна линия до летището „Суварнабхум“ (Suvarnabhumi Airport Link, SARL) с надземни терминали в района Макасан и възможност да прекачване от градските линии MRT и BTS. В перспектива се планира развитие на линия до летището „Дон Мианг“.
Този проект на скоростна линия, свързваща центъра на града с летището, е вторият поред. По-ранният проект Bangkok Elevated Road and Train System (BERTS) на компанията „Hopewell Holdings Ltd“ фалира поради финансовата криза в Азия. Строителните работи са спрени, а вече поставените голям брой бетонни колони получават от местните жители името „Хоупхендж“ (Hopehenge, от английски hope – надежда), или Стоунхендж. Част от колоните е използвана в хода на строителството на новата линия SARL.

### Междуградски транспорт
В града има две железопътни гари, обслужващи четири направления. По-голямата част от пътниците, заминаващи с влак, се отправят на път от гара „Хуа Лам Пхонг“ – крайната станция на метрото. Оттук тръгват влакове за Малайзия на юг, Чианг-Май и други на север и Кхон-Кен и нататък на североизток. Западното направление до Нам Ток (провинция Канчанабури, в това число и известния мост над река Куай) са обслужвани от гара Тонбури. Интензитета на движение на влаковете по тайландските железопътни линии е относително нисък, често се случват и закъснения от разписанията.
От Банкок е лесно да се достигне до всеки град или провинция на страната чрез автобус. Автобусите, отправящи се на запад или югозапад тръгват от Южната автогара, разположена в западната частна града. За югоизточна посока, например Патая или остров Самет, е удобно да се използват автобусите, тръгващи от Източната автогара – станцията „Екамаи“ на BTS. На север и североизток автобусите тръгват от Северната автогара – станцията на метрото „Мо Чит“.
Старото международно летище на Банкок „Дон Мианг“ до закриването си е най-натовареното в Югоизточна Азия. То е разположено в северната част на града и вече е заобиколено от градски квартали. Строителството на новото летище „Суварнабхум“ в района Банг Пхли в провинция Самут Пракан, на югоизток от града започва през 2002 г., като откриването му е на 28 септември 2006 г. Целият международен и отчасти националния трафик са пренесени на „Суварнабхум“. Понастоящем „Дон Мианг“ е открито само за вътрешни превози на нискотарифни авиокомпании, („Thai air asia“, „Nokair“ и др.).
Новото международно летище на Банкок, „Суварнабхум“ (на тайски: สุวรรณภูมิ – „Златна земя“), понастоящем е едно от най-големите в света. То е разположено южно от града, по пътя за Банг На. „Суварнабхум“ има международен и местен терминал и приема редовни и чартърни полети. От него може да се тръгне с автобус както за Банкок, така и за съседните региони: Патая, Банг Кхла, Бан Чанг, Чантабури, Трат, Талат Ронг Клиа, Нонг Кхай, Кхау Хин Сон и др.

## Текущи проблеми
Замърсяването на въздуха е един от основните проблеми на Банкок, за който спомагат най-вече постоянните задръствания по улиците на града. Въвеждането в експлоатация на надземната скоростна железница частично е подобрило ситуацията.
Продажбата на пиратска продукция (най-вече програмни продукти, игри, музикални CD и DVD, филми) е широко разпространена в Банкок, както и в цял Тайланд. Едно от най-популярните места, където може да се закупи нелегално копие на програмен продукт е Пантип-Плаза. Въпреки многобройните опити за борба с пиратството в Пантип-Плаза и други подобни места, пиратството процъфтява и носи съществени загуби на легалните производители.
Съществуват опасения, че градът сред няколко десетилетия ще се окаже под вода, във връзка с повишаването на нивото на световния океан, както и поради пропадането на почвата с 1,5 – 5,3 cm за година под тежестта на небостъргачите и в резултат на ежедневната дейност на многомилионното население на Банкок.

## Галерия
- Лежащият Буда в храма Ват По
- Улична украса в Банкок
- Нощен изглед на Банкок
- Реката Чао Прая
- Храмът Ват Арун
- Улица в Банкок
- Продавач на храна
- Улица в центъра
- Мостът Рама IIX
- Спирка за лодки
- Златният дворец
- Дворецът Виманмек
- Панорамен изглед към Банкок